# 1 E1 m
Za lažjo primerjavo različnih redov velikosti je na tej strani nekaj dolžin in višin od 10 metrov do 100 metrov.
- razdalje, krajše od 10 m

- 10 m je dolžina, enaka:
  - 1 dekameter
  - 1.000 centimetrov
  - 10.000 milimetrov
  - 32,8 čevljev
  - stranica kvadrata površine 100 m²=1 ar
- 23 m – višina obeliska na Place de la Concorde v Parizu
- 29 m – višina svetilnika v Savudriji
- 30 m – dolžina sinjega kita, največje živali, ki je kdaj živela na Zemlji
- 34 m – višina svetilnika Split Point Lighthouse v Aireys Inletu, Victoria, Avstralija
- 55 m – višina poševnega stolpa v Pisi
- 70 m – širina nogometnega igrišča
- 70 m – dolžina Tapiserije iz Bayeuxa
- 70,35 m – višina prvega slovenskega nebotičnika v Ljubljani
- 90 m – višina slapa Rinka
- 91,44 m – 100 jardov (dolžina igrišča za ameriški nogomet)
- 94 m – višina največjega loka jeklenega vlaka smrti Millennium Force v Cedar Pointu, Sandusky, Ohio, prvega vlaka smrti na svetu nad 90 m
- 95 m – višina najvišjega stebra (skupaj z voziščno konstrukcijo) viadukta Črni Kal

- razdalje, daljše od 100 metrov